# Yamae
Yamae (山江村?, Yamae-mura) è un villaggio giapponese della prefettura di Kumamoto.